# جيمس كوبر (لاعب كرة قاعدة)
جيمس كوبر (بالإنجليزية: James Cooper)‏ هو لاعب كرة قاعدة أمريكي، ولد في 12 فبراير 1982 في شريفبورت في الولايات المتحدة.

## وصلات خارجية
- جيمس كوبر على موقعبيزبول رفرنس.كوم (الدوري الثانوي) (الإنجليزية)